# هوش عملیاتی
هوش عملیاتی (OI) دسته‌ای از آنالیز کسب‌وکار به‌شکل پویا و بی‌درنگ است؛ که بینشی جامع در مورد داده‌ها، رویدادهای در جریان و عملیات تجاری ارائه می‌دهد. راهکارهای هوش عملیاتی با پردازش جریان داده‌ها و رویدادهای سیستم نتایج تحلیلیِ عملیات سیستم را برای مدیران ارائه می‌کنند. OI برای سازمان‌ها امکان تصمیم‌گیری و اقدام سریع براساس بینش تحلیلی فراهم می‌کند. نوع اجرای اقدامات در سامانه‌های هوش عملیاتی می‌تواند خودکار یا دستی باشد.

## هدف
هدف هوش تجاری، نظارت بر فعالیت‌های تجاری، شناسایی و تشخیص شرایط ناکارآمدی، فرصت‌ها و تهدیدها و ارائهٔ راه‌حل‌های عملیاتی برای این شرایط است. بعضی از تعاریف، هوش عملیاتی را یک رویکرد رویداد-محور برای کمک به تصمیم‌گیری‌های بهتر؛ بر اساس بینش کامل و اطلاعات صحیح می‌دانند.
علاوه بر این، معیارهای ارائه شده توسط هوش عملیاتی به عنوان نقطهٔ شروع برای تحلیل بیشتر تلقی می‌شوند. (بررسی جزئیات رویداد، انجام تحلیل ریشه‌ای رویداد - تطبیق ناهنجاری‌ها به تراکنش‌های خاص و فعالیت‌های تجاری).
سیستم‌های پیشرفتهٔ OI همچنین توانایی تطبیق ابرداده‌ها با معیارها، مراحل فرایندها، کانال‌ها و غیره را فراهم می‌کنند. با این کار، کسب اطلاعات مربوط آسان‌تر می‌شود. به عنوان مثال، «بازیابی اطلاعات تماس فردی که برنامه‌ای را اجرا کرده‌است که مرحله‌ای از تراکنش تجاری آن به میزان ۶۰٪ بیش از میانگین زمان برده‌است.» یا «مشاهدهٔ روند نرخ عدم پذیرش برای مشتری‌ای که در این تراکنش خاص مورد تأیید قرار نگرفته‌است».

## امکانات
راهکارهای مختلف هوش عملیاتی از فناوری‌های گوناگون زیادی استفاده می‌کنند و با روش‌های مختلفی پیاده‌سازی می‌شوند. ویژگی‌های عمومی یک راهکار OI به‌شرح زیر است:
- پایش و مانیتورینگ بی‌درنگ
- تشخیص بی‌درنگ وضعیت
- داشبوردهای بدون درنگ برای کاربران در سطوح مختلف
- آنالیز همبستگی رویدادها
- داشبوردهای مختص کسب و کار * تحلیل ابعادی
  - تحلیل ریشه‌ای رویداد
  - آنالیز سری زمانی و آنالیز روند
- تحلیل کلان‌داده: هوش عملیاتی برای رسیدگی به چالش‌های ذاتی کلان‌داده‌ها است مناسب است. هوش عملیاتی به‌طور مداوم به بررسی و تجزیه و تحلیل داده‌هایی با سرعت و حجم بالا و در حافظه انجام می‌شود. سامانه‌های هوش عملیاتی سپس محاسبات افزایشی و تغییرات را در زمان واقعی به کاربر نهایی ارائه می‌دهد.

## اجزای فناوری
راهکارهای هوش عملیاتی گوناگون ویژگی‌های مشترک بسیاری دارند، و در نتیجه بسیاری از اجزای فنی آن‌ها نیز مشترک است. این فهرستی از برخی از اجزاء تکنولوژی معمولی است و ویژگی‌هایی که آنها فعال می‌شوند:
- پایش فعالیت‌های تجاری (BAM) - سفارشی‌سازی و شخصی‌سازی داشبورد
- پردازش رویداد پیچیده (CEP) - آنالیز داده‌های بی‌درنگ و داده‌های تاریخچه‌ای
- مدیریت فرایند تجاری (BPM) - اجرای سیاست‌های تعریف شده براساس مدل فرایند کسب و کار (BPMN)
- چارچوب ابرداده برای تطبیق رویدادها به منابع
- انتشار و اطلاع‌رسانی چند کاناله
- پایگاه داده تحلیلی
- تحلیل ریشه‌ای رویداد
- تجمیع رویدادها

هوش عملیاتی یک بخش نسبتاً جدیدی در بازار است (در مقایسه با بخش‌های قدیمی‌تری مانند هوش تجاری و مدیریت فرایندهای تجاری). علاوه بر شرکت‌هایی با محصولات اختصاصی متمرکز در زمینهٔ هوش عملیاتی، شرکت‌های متعددی نیز در زمینه‌های مرتبط راهکارهایی را ارائه می‌دهند که بخشی از اجزای سامانه‌های هوش تجاری را دربرمی‌گیرد.
هوش عملیاتی با همگردانی اطلاعات، تصمیم‌گیری دقیق‌تر را در زمان مناسب ممکن ساخته و حداکثر اثر اقدام را تضمین می‌کند. سامانهٔ هوش عملیاتی همچنین با همبسته‌سازی رویدادهای مختلف و داده‌های زنده و تاریخی، به سازمان‌ها کمک می‌کند تا با استفاده از داشبوردهای مرتبط، بینش بی‌درنگ از وضعیت سیستم کسب کنند. به این ترتیب اتخاذ تصمیم و اقدام فوری بر اساس سیاست‌های تجاری و فرایندها می‌تواند ممکن می‌گردد. استفاده از هوش عملیاتی در سطح شرکت‌های بزرگ مزایای گسترده‌ای دارد. مانند آنالیز بی‌درنگ، هشداردهی به‌موقع و اقدامات فوری.
یک بخش خاص از فناوری هوش عملیاتی AIDC (شناسایی خودکار و ثبت داده‌ها) با بارکد، RFID و تشخیص صدا است. یکی دیگر از فناوری‌های خاص، سکوی OKAPI است. این سکو یک پلتفرم نرم‌افزاری عملیاتی است که از هوش مصنوعی و یادگیری ماشین برای ارائهٔ خدمات به شرکت‌های SMART KPI استفاده می‌کند. این سکو همچنین برای ردیابی پیشرفت از مصورسازی شاخص‌های پیشرفت استفاده می‌کند.

## مقایسه با سایر فناوری‌ها و راهکارها

### هوش تجاری
هوش عملیاتی اغلب با هوش تجاری (BI) یا هوش تجاری بی‌درنگ ارتباط داشته و با آن‌ها مقایسه می‌شود. به این معنی که هر دو سامانه با تحلیل حجم بزرگی از داده‌ها اطلاعات لازم را به‌دست می‌دهند. با این حال تفاوت‌های اساسی بین هوش تجاری و عملیاتی وجود دارد: هوش عملیاتی (OI) عمدتاً فعالیت-محور است، در حالی که هوش تجاری (BI) در درجهٔ اول داده-محور است. همانند بسیاری از فناوری‌ها، هر کدام از این‌ها می‌توانند به‌جای دیگری به کار گرفته شوند. هوش عملیاتی، بر اساس تعریف، بی‌درنگ است. از طرف دیگر هوش تجاری (BI) تقاضا-محور است. به‌طور سنتی BI با رویکرد فراهم‌سازی گزارش‌های تحلیل برای شناسایی الگوها، پس از وقوع رویدادها ساخته می‌شود. همچنین هوش تجاری بی‌درنگ به پایگاه داده به عنوان تنها منبع رویدادها متکی است.
هوش عملیاتی آنالیز مداوم و بی‌درنگ روی داده‌های ساکن و داده‌های زنده را فراهم می‌کند؛ در حالی که هوش تجاری به‌طور معمول تنها اطلاعات تاریخچه‌ای را مدنظر قرار می‌دهد. OI و BI می‌توانند مکمل یکدیگر باشند. بهترین استفاده برای سامانه‌های هوش عملیاتی، برنامه‌ریزی کوتاه مدت است، مانند تصمیم‌گیری در مورد «بهترین اقدام بعدی»، در حالی که BI بهتر است برای برنامه‌ریزی بلندمدت (در طول روزها یا هفته‌های آتی) استفاده شود. BI نیازمند یک رویکرد واکنشی است، به این معنی که به رویدادهایی که قبلاً رخ داده‌است واکنش نشان می‌دهد.
اگر تنها یک بینش اجمالی به عملکرد تاریخی در یک دورهٔ زمانی خاص، مورد نیاز باشد، راهکارهای موجود BI پاسخگوی این نیاز هستند. اگر نیاز باشد داده‌های تاریخچه‌ای به‌همراه رویدادهایی که در حال حاضر اتفاق می‌افتد آنالیز شود؛ استفاده از سامانهٔ هوش عملیاتی مناسب‌تر است. همچنین به‌منظور کاهش زمان استفاده از هوش عملیاتی مناسب‌تر است.

### مدیریت سیستم
مدیریت سیستم عمدتاً به پایش دسترسی و پایش کارکرد زیرساخت‌های فناوری اطلاعات گفته می‌شود. پایش دسترسی به نظارت بر وضعیت اجزای زیرساختار فناوری اطلاعات مانند سرورها، روترها، شبکه‌ها و غیره اشاره دارد. این کار معمولاً مستلزم پینگ یا واکشی وضعیت اجزای سیستم است. پایش کارکردی معمولاً به تراکنش‌های ساختگی‌ای اشاره دارد که برای شبیه‌سازی رفتار کاربر و توسط یک برنامهٔ خاص ایجاد می‌شود.

### پردازش رویداد پیچیده
بین راهکارهای پردازش رویداد پیچیده (CEP) و هوش عملیاتی رابطهٔ قوی وجود دارد، به‌ویژه از آنجایی که CEP توسط بسیاری از شرکت‌های OI به عنوان یک جزء اصلی از راهکار OI در نظر گرفته شده‌است. شرکت‌های تولیدکنندهٔ محصولات CEP اغلب تمایل دارند تنها بر توسعهٔ یک چارچوب CEP برای شرکت‌های دیگر تمرکز کنند.

### نظارت بر فعالیت تجاری
نرم‌افزارهای نظارت بر فعالیت‌های تجاری (BAM) به پایش فرایندهای کسب‌وکار که در سامانه‌های رایانه‌ای پیاده‌سازی شده‌اند کمک می‌کنند. BAM یک راهکار سازمانی است که عمدتاً برای ارائهٔ یک خلاصهٔ زنده از فرایندهای کسب و کار به مدیران عملیات و مدیریت رده‌های بالاتر به کار گرفته می‌شود. به نظر می‌رسد تفاوت عمدهٔ بین BAM و OI در جزئیات پیاده‌سازی است. تشخیص وضعیت بی‌درنگ در هر دو سامانهٔ BAM و OI مطرح می‌شود و اغلب با استفاده از CEP پیاده‌سازی می‌شود. علاوه بر این، BAM بر مدل‌های فرایند سطح بالا تمرکز می‌کند در حالی که OI به همبستگی برای تشخیص رابطه بین رویدادهای مختلف تکیه می‌کند.

### مدیریت فرایند کسب و کار
یک مجموعهٔ مدیریت فرایند کسب و کار، یک محیط اجرایی است که در آن می‌توان سیاست‌ها و فرایندهای تجاری را براساس مدل‌های تعریف شده به‌شکل BPMN اجرا کرد. یک مجموعهٔ BPM می‌تواند به عنوان جزئی از یک مجموعهٔ هوش عملیاتی، سیاست‌های سراسری شرکت را تعریف و مدیریت کرده، و سیاست‌های مربوط به رویدادها را اعمال کند. سپس با توجه به سیاست‌های از پیش تعریف شده اقدام‌های لازم را انجام دهد. مجموعهٔ BPM همچنین می‌تواند سیاست‌های مبتنی‌بر قواعد شرطی (عبارات به‌شکل اگر/آنگاه) تعریف کند.